# Geulle aan de Maas
Geulle aan de Maas (Limburgs: Gäöl aan de Maas) is een klein dorp in de gemeente Meerssen in het Nederlandse Zuid-Limburg. Het dorp vormt de westelijkste kern van Geulle, dat door het Julianakanaal en het Bunderbos in drieën wordt gesplitst. Feitelijk is deze dorpskern het originele Geulle. Hier staat ook de parochiekerk, hoewel inmiddels de kernen ten oosten van het kanaal beschouwd worden als 'het dorp'. Geulle aan de Maas heeft ongeveer 220 inwoners.

## Geografie
Het dorp is, zoals de naam al zegt, aan de Maas gelegen en ligt ingesloten tussen deze rivier aan de westzijde en het kanaal, ten oosten. De plaatsnaam is afgeleid van de Geul die hier vroeger in de Maas uitmondde, tegenwoordig mondt deze rivier een aantal kilometer zuidelijker uit bij het gehuchtje Voulwames, tussen Bunde en Itteren. Door Geulle aan de Maas stroomt de Oude Broekgraaf die uitmondt in de Maas. De beek wordt aan de oostzijde van het Julianakanaal gevoed door de Molenbeek, de Zandbeek en de Verlegde Broekgraaf. Aan de overzijde van de Maas, die hier de grens met België vormt, ligt het dorp Uikhoven. Deze plaats is niet via een vaste oeververbinding bereikbaar vanuit Geulle. Wel is er een kleine veerpont die uitsluitend voor fietsers en voetgangers bestemd is.

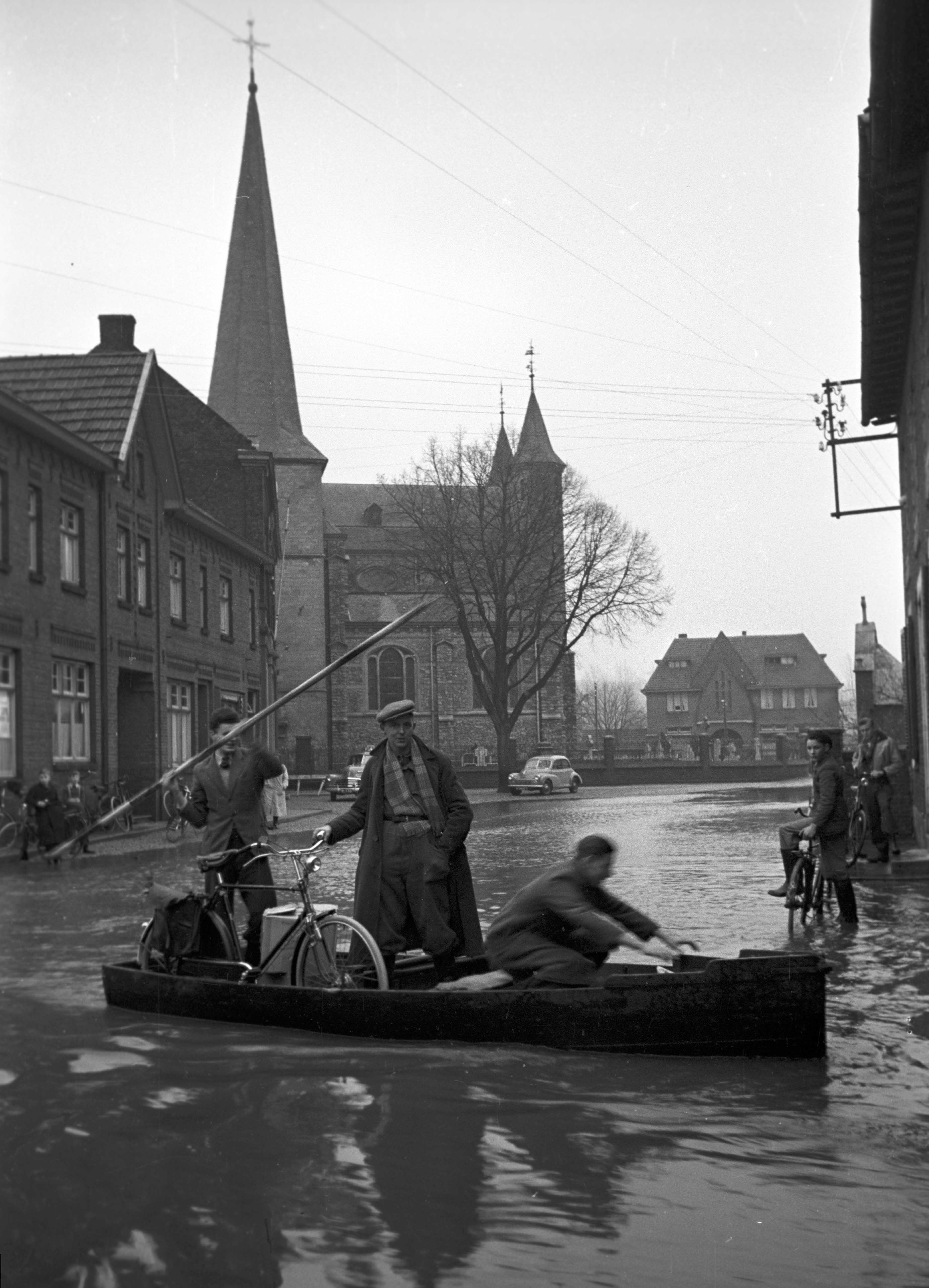
Overstroming 1952

## Geschiedenis
Geulle aan de Maas had in het verleden vaak te kampen met overstromingen van de Maas, onder andere in 1952. Ook gedurende de grote overstromingen in 1993 en 1995 kwam het dorp meermaals blank te staan, waaraan het destijds de bijnaam 'Geulle in de Maas' ontleende. Inmiddels is dit grotendeels opgelost door het aanleggen van dijken. Momenteel wordt er voor de bewoners nog extra veiligheid gecreëerd door het Grensmaasproject.

## Bezienswaardigheden
De kerk is gewijd aan de H. Martinus. Het oudste deel is de toren die waarschijnlijk al uit de 14e eeuw dateert. De rest van de kerk werd in de 17e eeuw vervangen door nieuwbouw. Hiervan resteert alleen het koor. In 1920 werd de kerk ingrijpend verbouwd door architect J.H.H. van Groenendael, die het schip verving door een nieuw, dat dwars op de oorspronkelijke lengterichting werd gebouwd.
Bij het dorp ligt Kasteel Geulle, waarvan alleen de voorburcht bewaard is gebleven.
Geulle aan de Maas heeft ook twee kapelletjes, met de Sint-Antoniuskapel aan het Kerkplein en de Mariakapel niet ver van het kasteel.

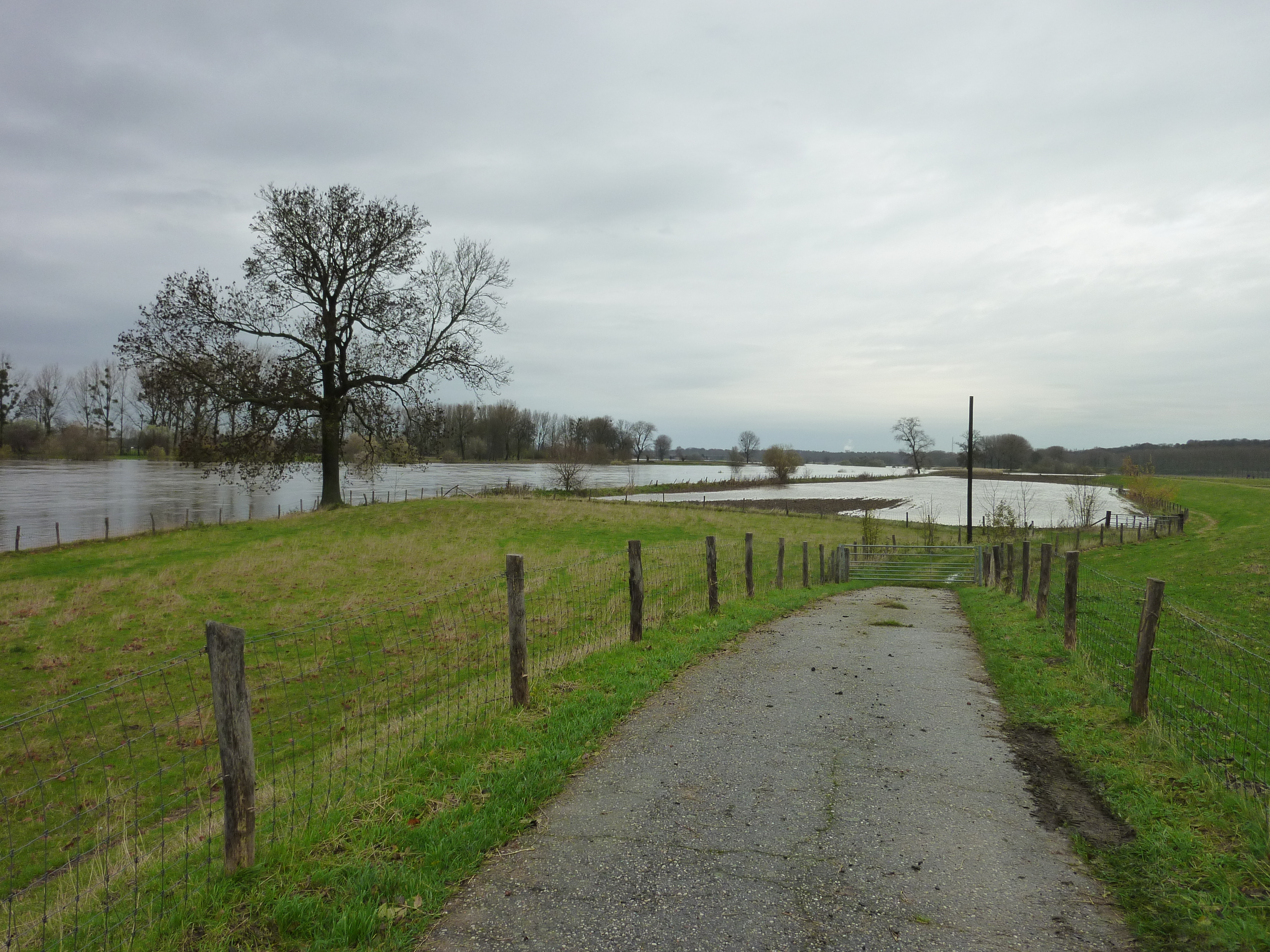
Uitzicht vanaf dijk bij Geulle aan de Maas bij hoogwater van de Maas.
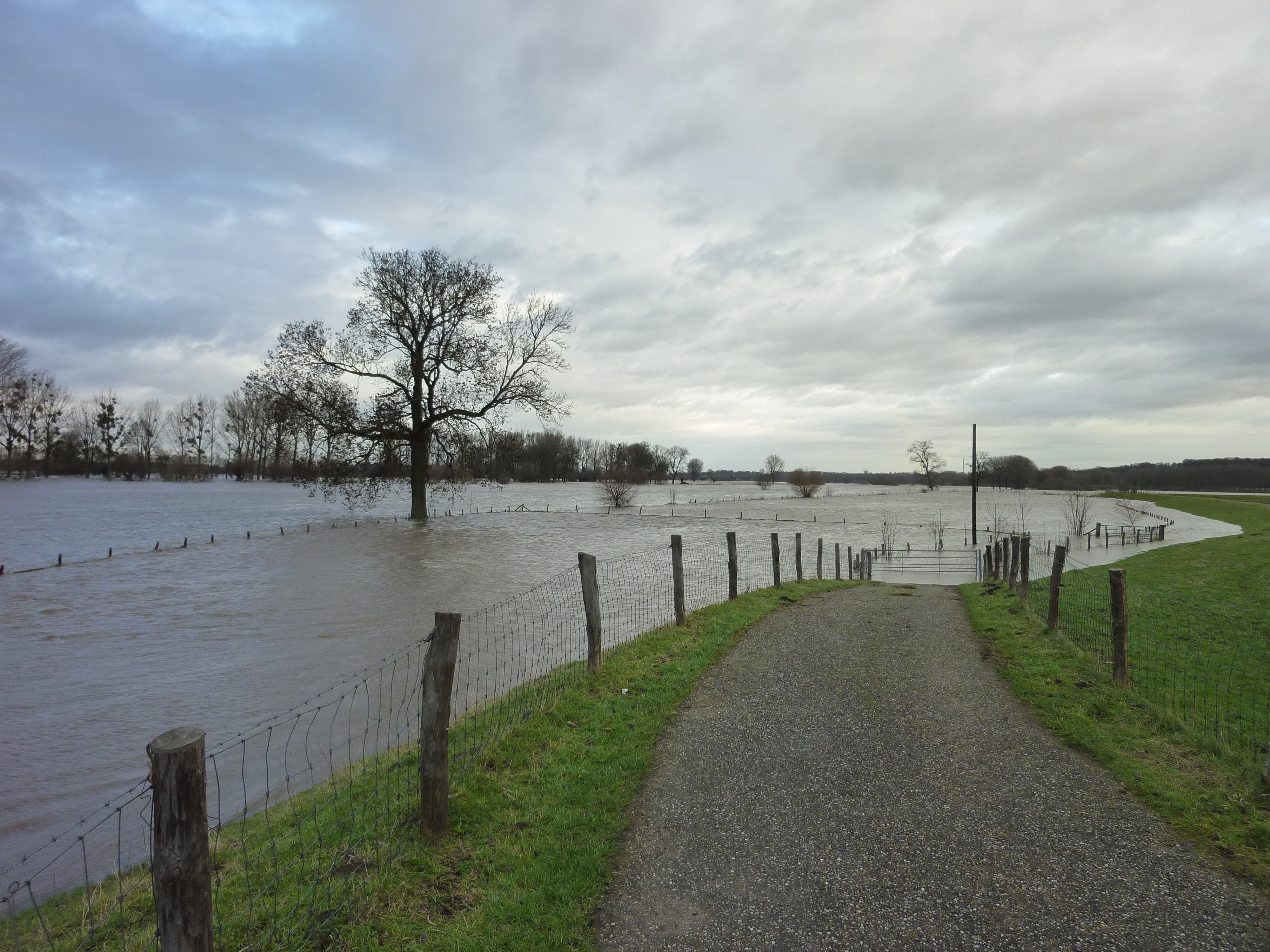
Uitzicht vanaf dijk bij Geulle aan de Maas bij érg hoogwater van de Maas.
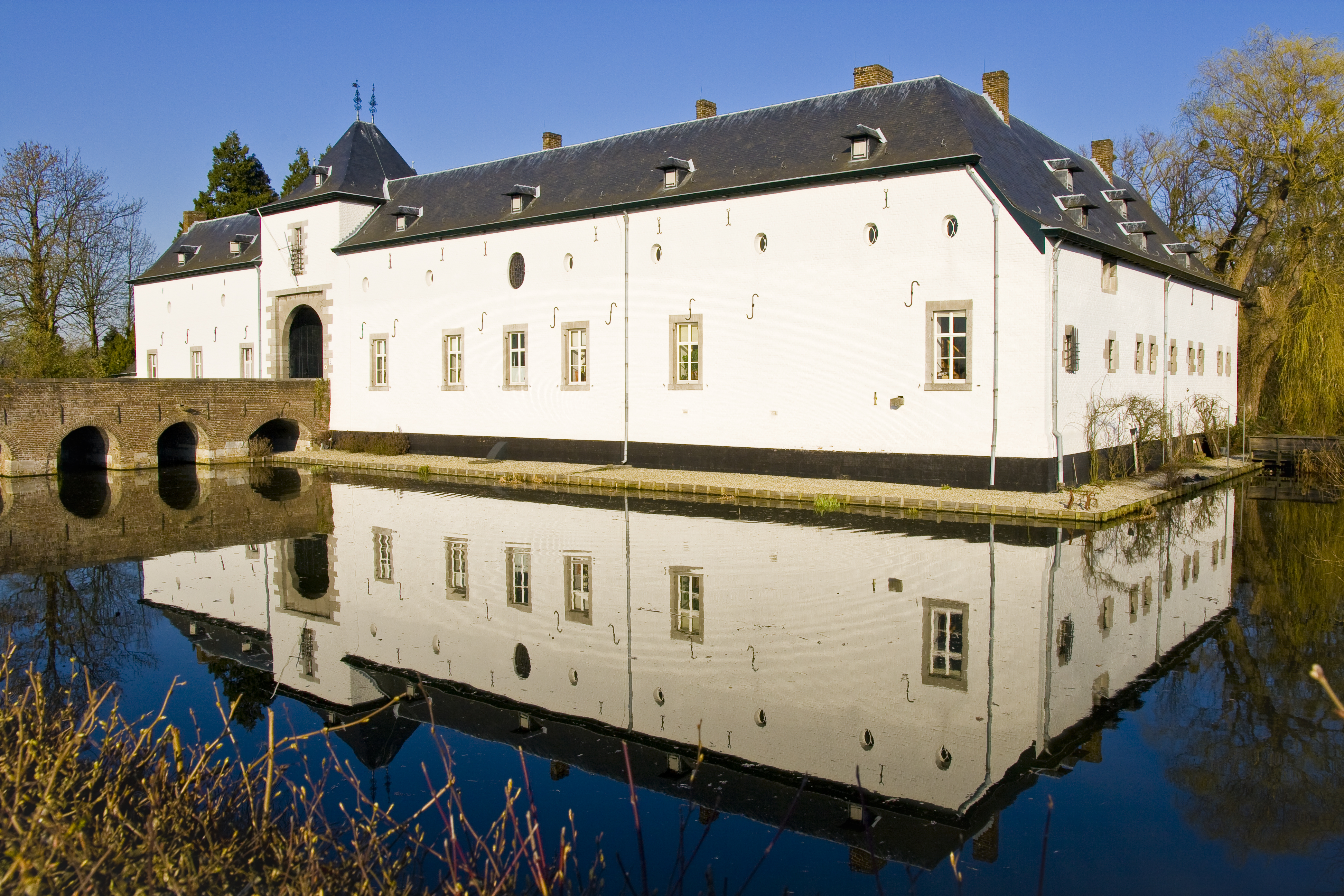
Kasteel Geulle
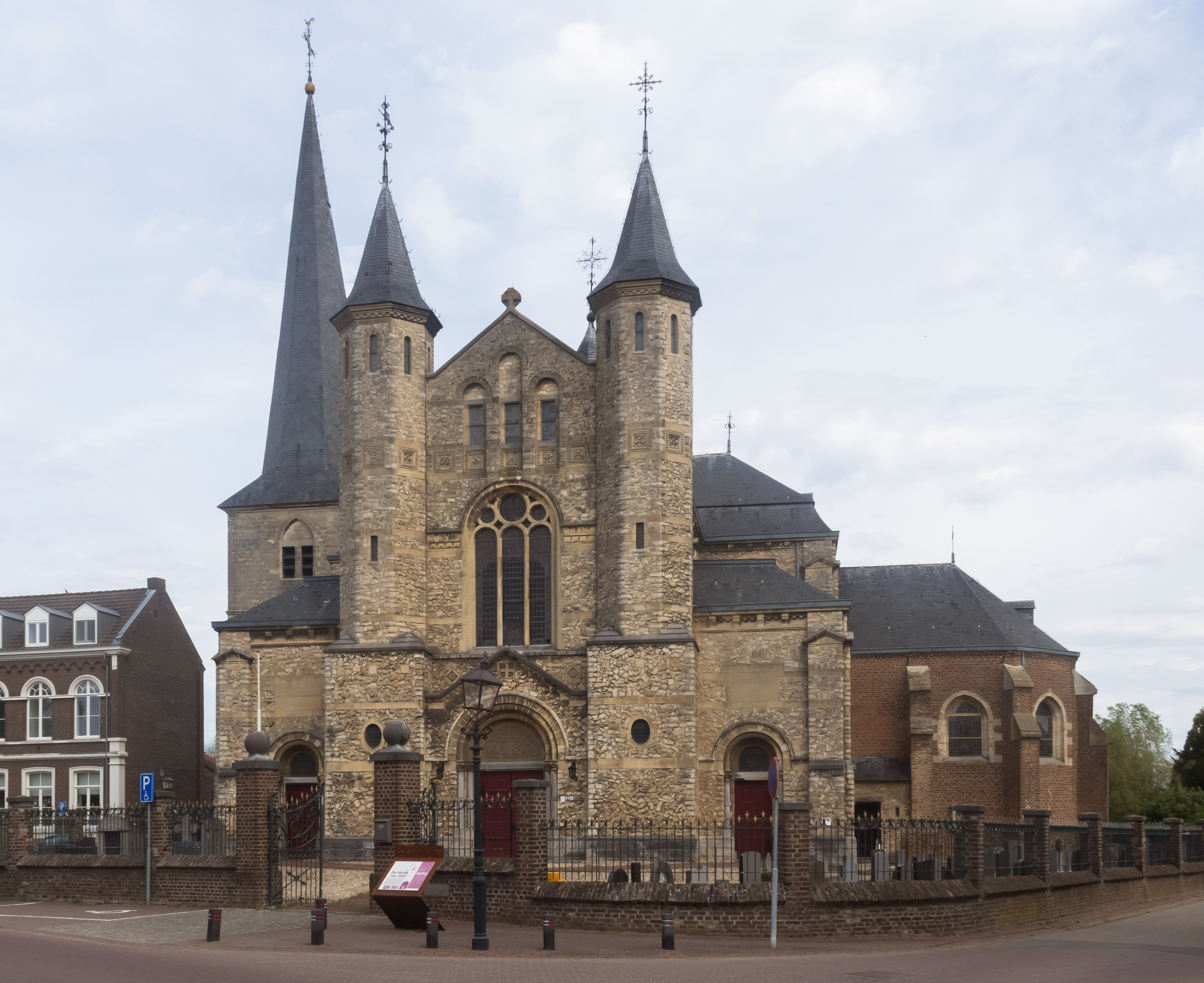
Geulle aan de Maas, de Sint-Martinuskerk

Dorpen: Bunde · Geulle · Geulle aan de Maas · Meerssen · Moorveld · Rothem · Ulestraten

Buurtschappen en gehuchten: Broekhoven · Brommelen · Genzon · Groot Berghem · Hulsen · Humcoven · Hussenberg · Kasen · Klein Berghem · Oostbroek · Raar · Schietecoven · Snijdersberg · Stommeveld · Vliek · Voulwames · Waterval · Weert · Westbroek

Limburg: Steden en dorpen      Nederland: Provincies · Gemeenten